# 蘇丹哈訥

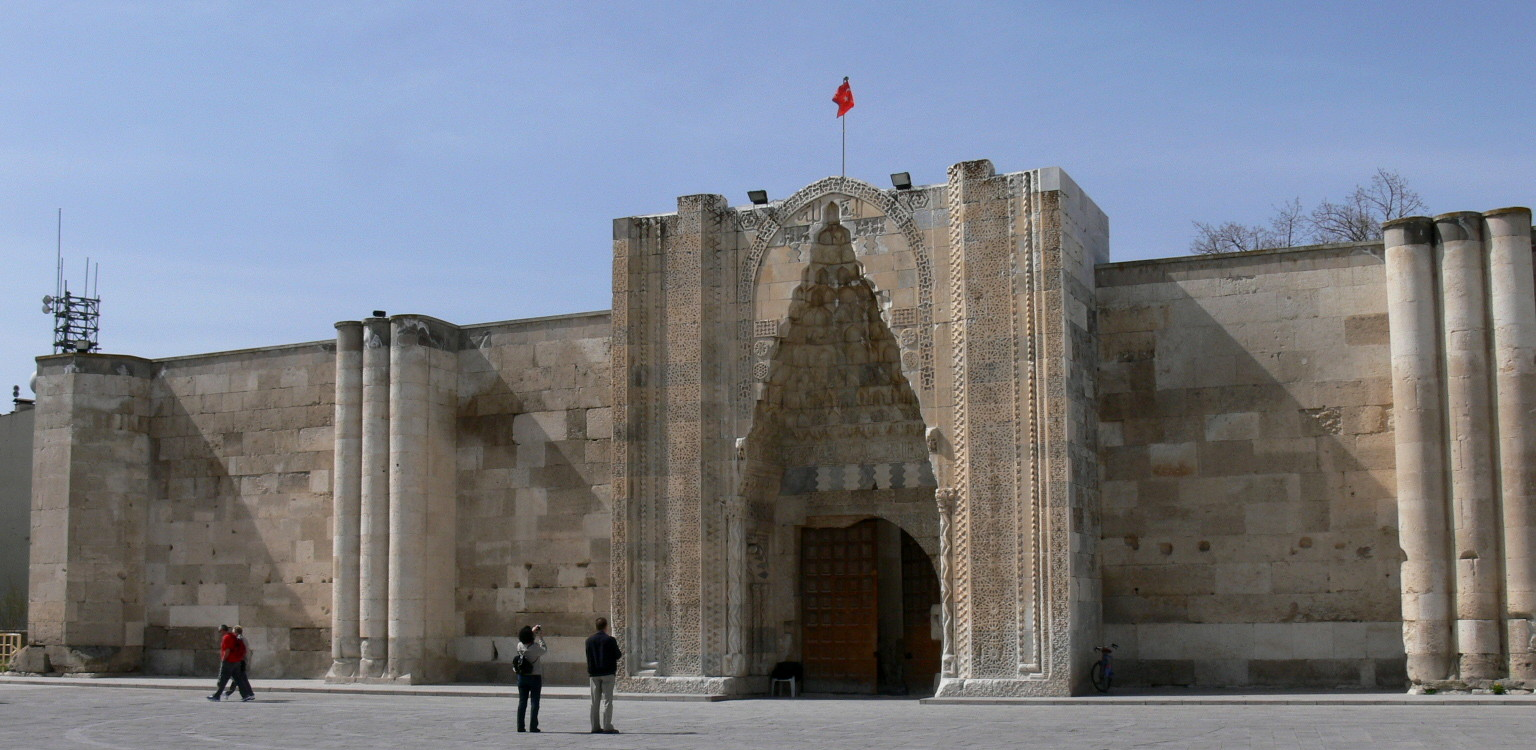
蘇丹哈訥鎮上的商隊驛站

蘇丹哈訥是土耳其的城鎮，由阿克薩賴省負責管轄，位於該國中部，距離首府阿克薩賴40公里，海拔高度945米，主要農產品有穀物和甘蔗，2010年人口10,330。